# Lessinghaus (Wolfenbüttel)

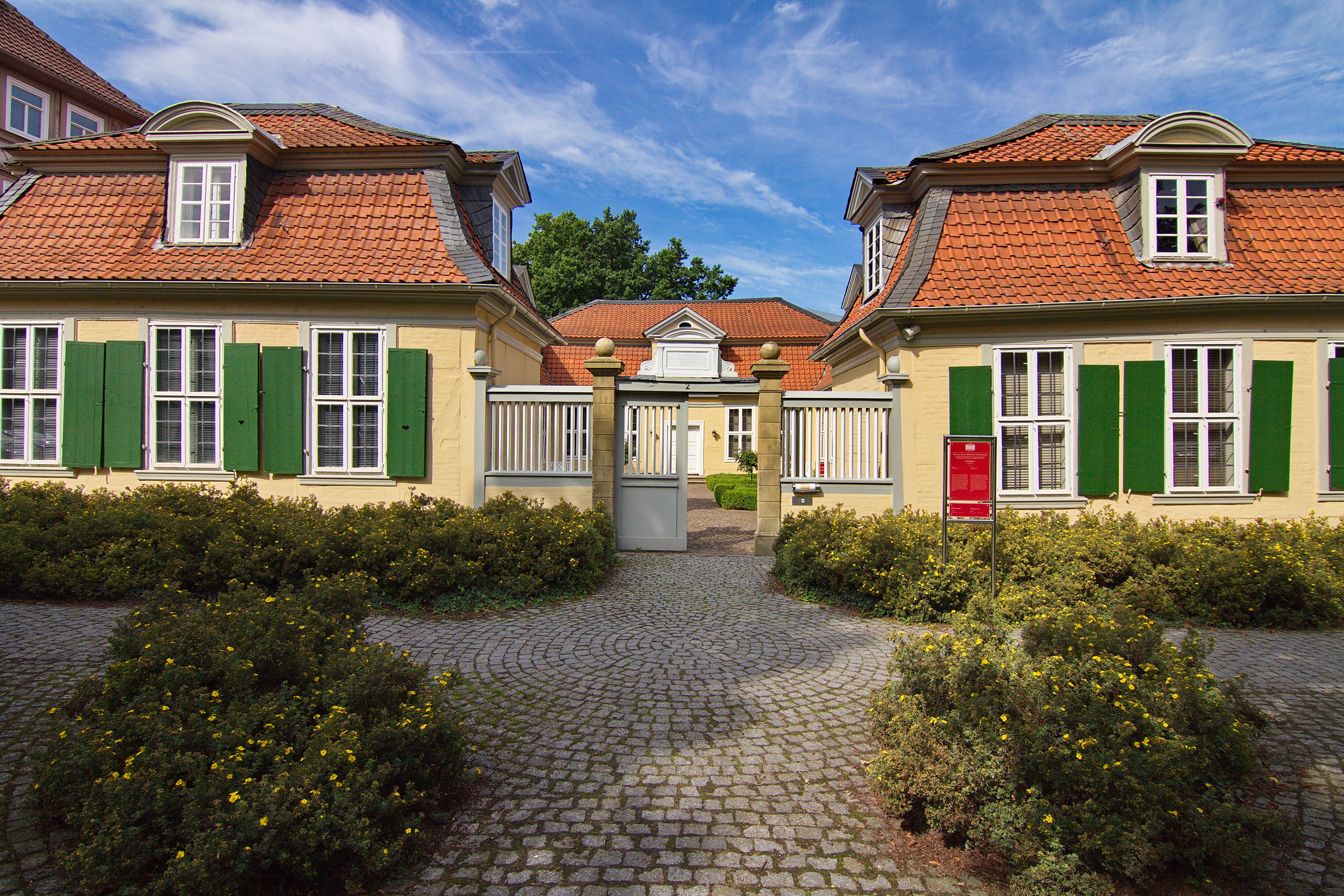
Das Lessinghaus

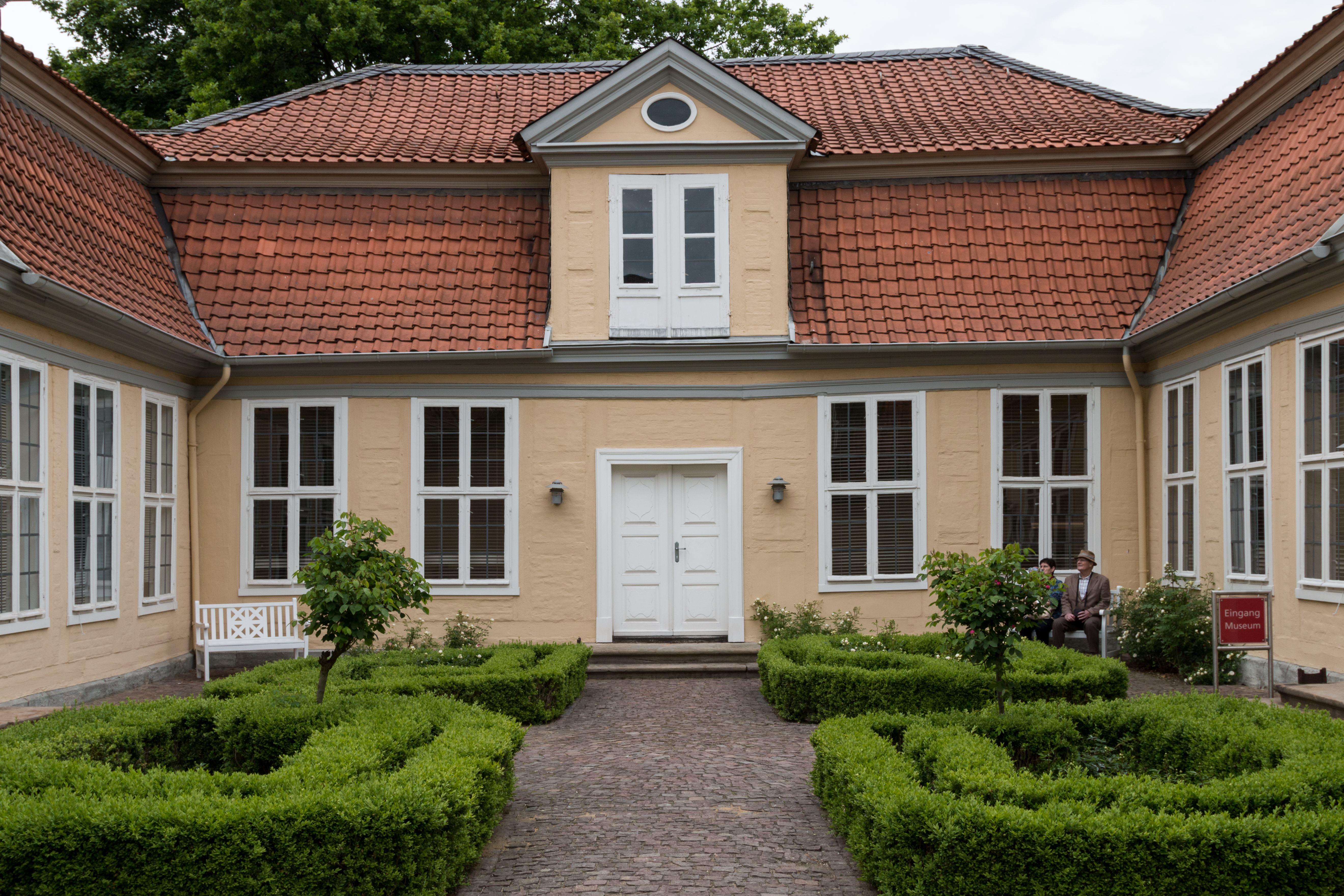
Innenhof

Das Lessinghaus ist ein im Jahre 1733 erbautes Gebäude in Wolfenbüttel.
Es wurde im Stil eines spätbarocken französischen Parkschlösschens erbaut und als Hofbeamtenhaus genutzt. 1777 wurde es dem seit längerem in Wolfenbüttel tätigen Bibliothekar Gotthold Ephraim Lessing nach seiner Hochzeit mit Eva König als Wohnhaus zugewiesen. Bis zu seinem Tode im Jahre 1781 wohnte und arbeitete Lessing hier.
Heute gehört das Haus zur Herzog-August-Bibliothek und ist ein Museum zu Leben und Wirken Lessings in Wolfenbüttel.